# Liu Yuan-kai
Liu Yuan-kai (* 2. Dezember 1981) ist ein ehemaliger taiwanischer Leichtathlet, der sich auf den Sprint spezialisiert hat.

## Sportliche Laufbahn
Erste internationale Erfahrungen sammelte Liu Yuan-kai im Jahr 1999, als er bei den Juniorenasienmeisterschaften in Singapur im 200-Meter-Lauf in 22,10 s den achten Platz belegte und über 400 Meter nach 47,73 s Rang fünf erreichte. Im Jahr darauf schied er bei den Juniorenweltmeisterschaften in Santiago de Chile über beide Distanzen mit 22,15 s bzw. 49,06 s jeweils in der Vorrunde aus und 2002 nahm er mit der taiwanischen 4-mal-100-Meter-Staffel erstmals an den Asienspielen in Busan teil, verpasste dort aber mit 40,15 s den Einzug ins Finale. Im Jahr darauf schied er bei der Sommer-Universiade in Daegu im 100-Meter-Lauf mit 10,86 s im Halbfinale aus, wie auch über 200 Meter mit 21,78 s. Anschließend schied er auch bei den Asienmeisterschaften in Manila über beide Distanzen mit 10,67 s und 21,75 s im Halbfinale aus. 2004 belegte er bei den erstmals ausgetragenen Hallenasienmeisterschaften in Teheran in 6,92 s den sechsten Platz über 60 Meter. Im Jahr darauf startete er erneut bei den Studentenweltspielen in Izmir und schied über 100 und 200 Meter mit 10,73 s bzw. 21,56 s jeweils im Viertelfinale aus. Anschließend klassierte er sich bei den Asienmeisterschaften in Incheon mit der Staffel nach 40,25 s auf dem sechsten Platz. Zudem erreichte er bei den Ostasienspielen in Macau in 10,65 s den vierten Platz und gewann mit der Staffel in 39,89 s die Silbermedaille hinter dem Team aus Japan. 2006 nahm er erneut an den Asienspielen in Doha teil und schied dort über 100 Meter mit 10,57 s im Halbfinale aus und wurde mit der Staffel in 39,99 s Vierter. 
Bei der Sommer-Universiade 2007 in Bangkok schied er über 100 Meter mit 10,79 s im Viertelfinale aus und im Jahr darauf schied er bei den Hallenasienmeisterschaften in Doha im 60-Meter-Lauf mit 6,95 s in der Vorrunde aus. 2009 gewann er bei den Asienmeisterschaften in Guangzhou in 39,57 s die Bronzemedaille hinter den Teams aus Japan und China und anschließend siegte er bei den Ostasienspielen in Hongkong in 39,31 s mit der 4-mal-100-Meter-Staffel und gewann mit der 4-mal-400-Meter-Staffel in 3:10,47 min die Bronzemedaille hinter Japan und China. Im Jahr darauf nahm er mit der Staffel erneut an den Asienspielen in Guangzhou teil und gewann dort in 39,05 s die Silbermedaille hinter den Chinesen und bei den Leichtathletik-Asienmeisterschaften 2011 in Kōbe gewann er in 39,30 s die Bronzemedaille hinter Japan und Hongkong und schied über 100 Meter mit 10,72 s im Vorlauf aus. Anschließend startete er bei den Weltmeisterschaften in Daegu, bei denen er mit der Staffel mit 39,30 s den Finaleinzug verpasste. 2013 belegte er bei den Asienmeisterschaften in Pune in 39,52 s den fünften Platz und schied anschließend bei den Weltmeisterschaften in Moskau mit 39,72 s in der Vorrunde aus. Daraufhin wurde er bei den Ostasienspielen in Tianjin in 39,46 s Fünfter, wie auch bei den Asienspielen im Jahr darauf in Incheon mit 39,20 s. Ende Oktober bestritt er in Hsinchu seinen letzten Wettkampf und beendete damit seine aktive sportliche Karriere im Alter von 32 Jahren.
In den Jahren 2002 und 2005 wurde Liu taiwanischer Meister im 100-Meter-Lauf sowie 2005 auch über 200 Meter.

## Persönliche Bestleistungen
- 100 Meter: 10,29 s (+0,9 m/s), 9. April 2006 in Yunlin
  - 60 Meter (Halle): 6,90 s, 6. Februar 2004 in Teheran
- 200 Meter: 20,84 s (+0,5 m/s), 24. Oktober 2007 in Tainan
- 400 Meter: 47,46 s, 31. März 2002 in Kaoshiung